# محمد باجية
محمد باجية (1964-)؛ لاعب وحكم كرة قدم دولي كويتي سابق.

## السيرة الذاتية
ولد محمد باجية جزاع الشمري في محافظة الجهراء وتحديدا في منطقة القصر في ال(24 من يناير عام 1964) ، وبدأ مسيرته الرياضية في فريق الناشئين في نادي الجهراء عام 1976، حتى شارك مع الفريق الاول واستمر حتي بداية الثمانينيات ثم اعتزل اللعب ، ومع مطلع الثمانينات انخرط في سلك التحكيم وتحديدا موسم 89-90 حيث أدار أول مباراة في الدوري الكويتي بين ناديي القادسية والساحل موسم 95 ، ونال عام 98 الشارة الدولية.

## شخصيته في التحكيم
ادار الحكم الدولي محمد باجية 47 مباراة دولية ويعتبر من اكثر الحكام الكويتيون المثيرين للجدل بسبب مواقفه الحازمة في الملعب، ولعل احتسابه الوقت بدل الضائع خلال الشوط الاضافي الثاني لمباراة القادسية والتضامن في نصف نهائي كأس سمو الامير عام 1999 والتي سجل خلالها التضامن الهدف الذهبي في آخر 3 ثوان، جعلت من باجية مادة دسمة لوسائل الاعلام وجمهور القادسية بعد المباراة ، ويعتبر من اكثر الحكام المحليين اشهارا للبطاقة الحمراء في مشواره حيث رفعها اكثر من 80 مرة بوجه اللاعبين، ولم يتوقف اشهاره للبطاقات الحمراء على اللاعبين فقط، ووجهها ايضا الى الاداريين والمدربين واللاعبين، وكذلك الى الجماهير في اكثر من مرة ، ولم تقتصر على الملاعب فقط ، فهو الحكم الوحيد الذي عارض قرار لجنة الحكام منتصف التسعينيات من القرن الماضي، عندما رفض اخراج الصحافيين من الملعب بل انه استدعاهم في إحدى المباريات للحضور الى غرفة تبديل ملابس الحكام.

## إعتزاله
اعتزل الحكم الدولي محمد باجية المستطيل الاخضر بعد مشوار حافل منذ موسم 89-90 بتاريخ 22-6-2009 خلال إدارته للمباراة النهائية على كأس سمو الامير بين نادي العربي ونادي الكويت.

## حياته العائلية
الحكم الدولي محمد باجية متزوج ولديه 5 بنات وولد «خالد».